# Ozyptila conspurcata
Ozyptila conspurcata är en spindelart som beskrevs av Tord Tamerlan Teodor Thorell 1877. Ozyptila conspurcata ingår i släktet Ozyptila och familjen krabbspindlar. Inga underarter finns listade i Catalogue of Life.